# Момир Коруновић
Момир Коруновић (Богава код Деспотовца, 1. јануар 1883 — Београд, 17. април 1969)  био је српски архитекта. Остао је упамћен као зачетник савременог српско-византијског стила, јединог оригиналног стила у архитектури на Балкану. Називан је српски Гауди. Иако је пројектовао неке од најлепших београдских зграда и био водећи градитељ сакралних објеката у Југославији између два светска рата, данас је недовољно познат широј јавности. Више његових дела је срушено или суштински измењено током Другог светског рата и периода комунистичке Југославије.

## Биографија
Рођен је 1. јануара 1883. године у Богави као и његови преци. Доста времена проводио је у селу Глоговац где је његов отац прота Петар Коруновић службовао. Одрастао је у патријархалном српском дому у сеоском окружењу.
Гимназијско образовање отпочео је у Јагодини а наставио у Београду. Завршио је студије у Београду 1906. године. Усавршавао се у Прагу, Риму и Паризу.
Током школске 1910/11. године као ванредни студент завршио специјализацију на Чешком техничком универзитету у Прагу. Био је тада питомац Министарства просвете и црквених дела Краљевине Србије. Када је касније постао инспектор Архитектонског одељења Министарства грађевина Краљевине Срба, Хрвата и Словенаца још једном боравио у Прагу - на студијском путовању 1921. године. Још током студија формирао је особен лични стил који ће наставити да развија током читаве каријере.
По избијању Првог балканског рата, мобилисан је и учествује у борбама против Турака, за шта је добио Златну медаљу за храброст. Искуство из рата ће утицати на Коруновићева да заузме аутентично српско становиште и поглед на архитектуру. Учествовао је у низу битака током Првог светског рата и са краљевском српском војском и народом повлачио се преко Албаније. Током рата је наставио да ради скице и нацрте за наредне пројекте.
Коруновић је уз рад у државној служби, био и истакнути члан панславенске организације Сокола и старешина београдског Соколског друштва „Матица". Аутор је тридесетак соколских домова у Србији.
Године 1926. био је најмлађи члан комисије за изградњу Храма Светог Саве.
Учествовао је на изложби „Салон архитектуре” 1929. Међу многим врсним архитектима тога доба, углавном ствараоцима модернизма, он је био представник традиционалног градитељства и романтизма.
Током окупације Краљевине Југославије наставио је да ради у министарству. Пензионисан је 1942. године.
По завршетку Другог светског рата радио је две године на обнови земље. Већина пројеката из овог периода били су остварени за потребе Српске православне цркве. Ни један од реализованих пројеката није досегао успехе или значај попут зграда из златног периода Коруновићевог стваралаштва.
Након ослобођења у новој држави пензионерске дане је проводио у својој кући на Врачару где је махом писао своја сећања и илустровао раније публикације.
Он је архитекта чија су дела највише рушили током окупације Југославије и у социјалистичкој Југославији.
Преминуо је 17. априла 1969. године у Београду. Сахрањен је у селу Богави.

## Пројекти
Први спортски објекат је била вежбаоница у Другој мушкој гимназији у Македонској улици изграђена 1924. године. Са овим пројектом почиње зрела фаза у Коруновићевом стваралаштву. Зграда је уништена у бомбардовању 1941. и на њеном месту је подигнута зграда „Политике”.
Пројектовао је и дрвени стадион (“соколско слетиште“) за Свесоколски слет 1930. године у Београду. Слетиште се налазило на месту данашњег Машинског факултета. Вежбалиште је примало 3.500 вежбача и 40.000 гледалаца. Имало је улазе лучног облика, четири за публику и три за вежбаче. На северној страни се налазио музички павиљон у облику засведене трибине, са кулама у позадини, украшен симболима свесловенског соколског покрета. На јужној страни се налазила краљевска ложа. За овај пројекат је награђен Орденом Светог Саве III реда. Слетиште је уклоњено након одржавања слета.
Испројектовао је и 20 цркава широм земље, као и монументалне спомен-костурнице на Зебрњаку и Мачковом камену.
Његова дела су:
- Соколски дом у Београду - Стари ДИФ (1936)
- Градио је соколске домове и вежбаонице у Београду, Бијељини, Куманову, Јајцу, Лозници, Обреновцу, Травнику, Прокупљу, Урошевцу, Старој Пазови и Високом.
- Палата Министарства пошта (1930) у Београду (налази се између улица Косовске и Мајке Јевросима, у којој је касније била Управа заједнице телефоније, телеграфије и пошта а данас ПТТ музеј у Београду) *Палата Поште бр. 2 (1927) код железничке станице[9][10] за коју многи критичари тврде да је то његово најбоље остварење, ова палата је тешко страдала током бомбардовања у Другом светском рату, али након рата није обновљена по оригиналном решењу јер је фасада на њој наводно за нове власти у држави била у прескупом буржоаском стилу.
- Зграда Маршалата Краљевског двора који је срушен 1957. године, по налогу архитеката Драгише Брашована и Николе Добровића.
- Цркве у: Прилепу, у селу Пецка кај Крупња,[11] Цељу,[12] Љубљани, Марибору (срушена 1941),[13] на Вису[5] 1933, (срушена 1970), затим цркву-пирг Светог Јована Владимира у манастиру Светог Наума у Охриду,[5] Ратковићу, Делиграду (1933), Храм Светог Лазара на Булбудеру (1936), цркву Свете Петке на Калемегдану 1937, Покрова Пресвете Богородице 1932, Црква Светог пророка Илије у Брзану (1926-28),[14] Цркву Светог Илије у Милетићевом[15] и Храм Успења у Кленаку,[15] цркве у Грделици, Сушаку, Негбини и Ковачевцу, храм Св. Пророка Илије у Бачевцима, храм Успења Пресвете Богородице у Узовници.
- Епархијски дом у Пожаревцу
- Богојављанска чесма и продавница свећа у оквиру комплекса манастира Жича
- Кућа Матије Детлингера у Љутице Богдана 34, две породичне куће у Хаџи-Милентијевој улици за своју браћу, себи пројектује викенд летњу кућу на Дедињу.
- Соколски дом (Соколана) у Ужицу (1934)
- Зграда у ул. Максима Горког 1 у Јагодини, тада позната као Дом јагодинских трговаца. Готов сва фасадна пластика је уклоњена по завршетку Другог светског рата и један спрат је дозидан.
- Гимназија у Сремској Митровици из 1930.
- Спомен-обележје на Зебрњаку код Куманова које је отворено 1937. године, посвећено кумановској бици из 1912. Ову костурницу-маузолеј обелиск-светионик висок 48,5 метара срушиле су бугарске окупаторске трупе 1942. Спада у ред најважнијих Коруновићевих пројеката.
- Спомен-обележје у Рамни, четвороугаони обелиск од белог мермера, срушен 1941.
- Спомен-чесма „Косово“ у Призрену, висока 11,5 метара
- Спомен-костурница у Јагодини
- Спомен-капела у Кучкову, код Скопља. Изгледом и димензијама подсећа на Коруновићев споменик на Мачковом камену. Спомен-капела је порушена током Другог светског рата.
- Нереализовани пројекти: Пољска гостионица (репрезентативна неокласична палата), монументални Соколски дом у Београду, Главна пошта у Београду (планирана на месту данашњег Дома војске, изградњу је спречио почетак Другог светског рата), Споменик „Неумрлим великанима“ ( Замишљен као експресивна и монументална зграда пирамидалног облика са високим торњем и хералдичким украсима), Спомен обележје, Српски пантеон, Капија победоносних Шумадинаца,

## Галерија
- Маршалат Краљевског двора, његов најрепрезентативнији објекат, срушен 1957. године.
- Пошта на Железничкој станици у Београду
- Соколски дом у Београду
- Соколски дом у Обреновцу
- Кућа Момира Коруновића у Београду.
- Зграда Сеизмолошког завода
- Спомен-костурница на брду Зебрњаку
- Споменик Капетану Кочи и његовим друговима у Текији, рад архитекте Момира Коруновића
- Спомен црква Вазнесења Господњег у Крупњу
- Нереализовани пројекат зграде поште